# 苏里亚
苏里亚，是西班牙加泰罗尼亚巴塞罗那省的一个市镇。总面积24平方公里，总人口6022人（2001年），人口密度251人/平方公里。